# 韋斯頓 (伊利諾伊州麥克萊恩縣)
韋斯頓（英語：Weston）是位於美國伊利諾伊州麥克萊恩縣的一個非建制地區。該地的面積和人口皆未知。

## 地理
韋斯頓的座標為40°44′50″N 89°37′19″W / 40.74722°N 89.62194°W，而該地的平均海拔高度為214米（即702英尺）。